# 日本郵船
日本郵船株式会社（にっぽんゆうせん、英: Nippon Yusen Kabushiki Kaisha）は、東京都千代田区丸の内に本社を置く、三菱グループの大手海運会社。英称の「NIPPON YUSEN KAISHA」から「NYK LINE」という通称があり、国際的にはNYK LINEのブランド名で知られている。
三菱グループ（旧三菱財閥）の中核企業で、三菱グループの祖業・源流企業にあたる。1885年9月29日に、三菱の創始者（初代総帥）である岩崎弥太郎によって大阪府大阪市で設立された「九十九商会（つくもしょうかい）」に由来し、1893年12月15日に株式会社へと改組した。三菱金曜会及び三菱広報委員会の会員企業。
商船三井（MOL）・川崎汽船（“K”Line）とともに日本の三大海運会社の一つであり、日経平均株価および読売株価指数、TOPIX Large70、JPX日経インデックス400の構成銘柄の一つ。
社名に「郵船」が含まれるが、現在は郵便船を保有しておらず、船舶による郵便物の運搬も取り扱っていない。また、旧郵政公社から民営化した日本郵政や、その子会社の日本郵便とは資本関係などの関連性はない。

## 会社概要
国内・海外を合わせて350以上の都市の港へ684隻の運航船舶が乗り入れており、連結売上高で日本1位、世界でも有数の海運会社の一つである。
2006年2月、マースクライン社（デンマーク）が、世界第3位の業界シェアを占めるP&ONedlloyd社（オランダ）と合併し世界最大手になったため、NYKは連結売上高で世界2位になった。「NYK  LINE」の名称で国内以上に海外での知名度が高く、日本海運のフラッグ・キャリアと呼ばれる所以である。
台湾出兵を機に国有会社の日本国郵便蒸気船会社とのシェア争いで勝利した三菱商会系の「郵便汽船三菱会社」は、三井系国策会社の共同運輸会社と度重なる値下げ競争を行った。日本の海運業の衰退を危惧した政府の仲介により両社は合併し、日本郵船会社が設立された。ファンネルマーク（船の煙突部分につける会社のマーク）は、白地に2本の赤の線で「二引」と呼ばれ、二社の対等合併を表す（三菱商会の淵源にあたる坂本龍馬が設立した海援隊の隊旗に倣ったものであり、創始者の岩崎弥太郎は坂本龍馬と同じ土佐藩出身である）。
2002年10月からイメージキャラクターにアニメ「サザエさん」のフネを起用し、その広告が第46回日本雑誌広告賞金賞と、JR東日本ポスターグランプリ2003銅賞を受賞した。フネ起用の契約は2006年3月31日をもって終了し、同年4月17日から数年間琴欧洲を起用していたこともあった。。
欧米と協調して航路を拓いてきた歴史をもつ一方、石原産業海運の盟外配船がもとで、最盛期の1935年にオランダと貿易摩擦を経験している。

## 沿革
参照：

### 戦前

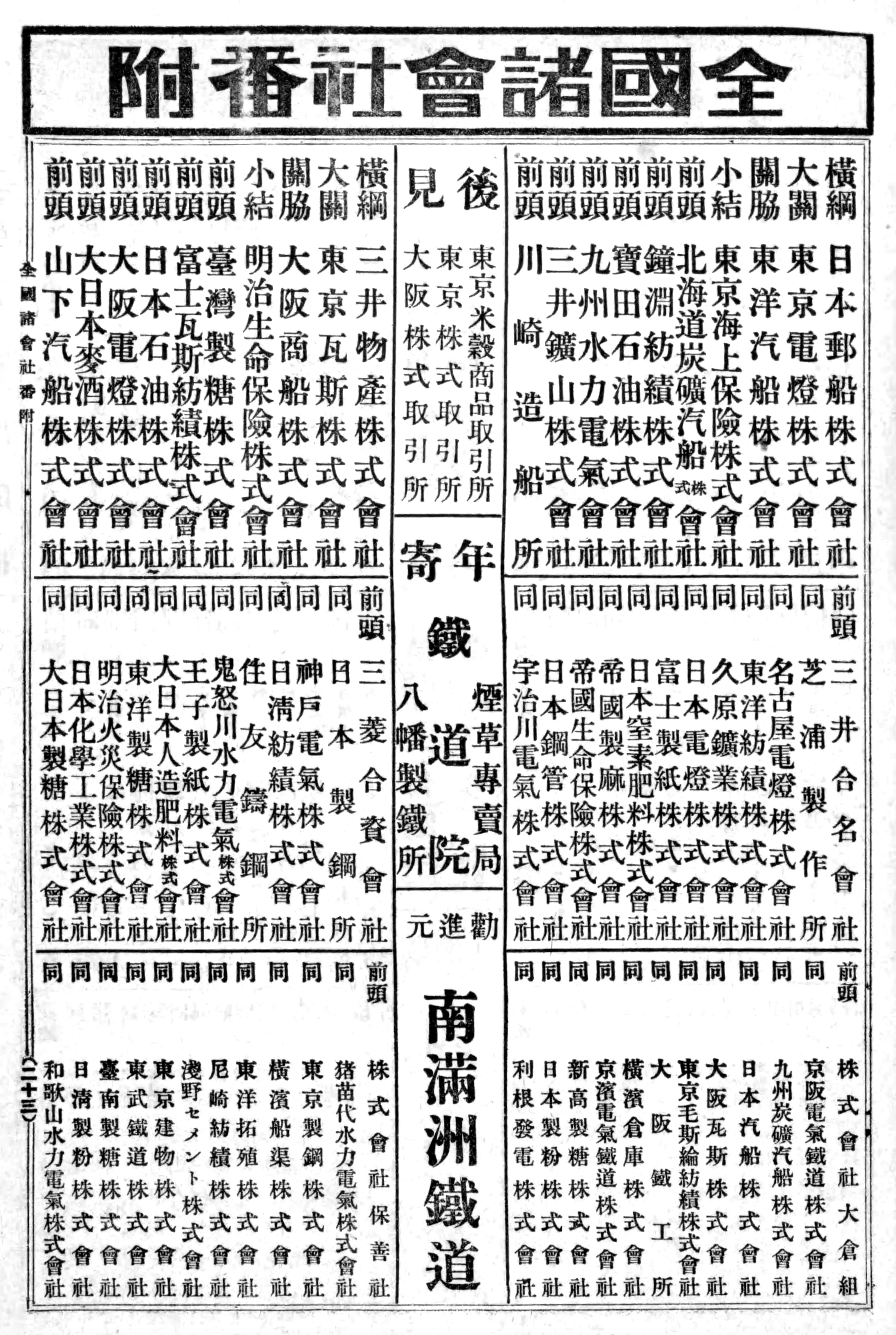
全国諸会社番付(大正12年)。横綱として掲載される。

- 1867年（慶応3年）-  アメリカ合衆国の太平洋郵船（英語版）が横浜とサンフランシスコ、香港を結ぶ定期太平洋横断蒸気船サービスを開始。
- 1870年（明治3年）- 大阪府大阪市西区の土佐稲荷神社で土佐藩（現在の高知県）出身の岩崎弥太郎が九十九商会（後の三川商会、三菱商会）を設立。
- 1872年（明治5年）- 国策会社として、大蔵省と為替会社の資本により日本国郵便蒸気船会社が設立[19]。
- 1875年（明治8年）- 日本国郵便蒸気船会社が解散。岩崎率いる三菱商会は汽船の払い下げのほか、定期輸送事業の譲渡を受け、郵便汽船三菱会社と改称し、政府からの援助を受けるようになる[14]。
- 1875年（明治8年）- 郵便汽船三菱会社が太平洋郵船と契約。日本政府の援助や吉岡銅山の利益を元に、洋銀78万ドルを支払って部分的な事業譲渡を受けた。
- 1884年（明治17年） - 7月3日、アメリカ合衆国でダウ・ジョーンズ輸送株平均が創設される。
- 1885年（明治18年）9月29日 - 郵便汽船三菱会社が日本政府の仲介を経て共同運輸会社（三井系）と合併、日本郵船会社を設立、競争を避けた[14]。日本郵船会社の初代総支配人にはアルバート・リチャード・ブラウンが就任した。外国航路の船長には司法省の官僚の子にあたる萱野寛四郎が含まれていた。
- 1893年（明治26年）- 日本初の遠洋定期航路としてインド・ボンベイ（現：ムンバイ）航路開設。
- 1896年（明治29年）- ベルギー・ アントワープ - 横浜間に定期航路を開設。下関条約の賠償金等で損失補填。
- 1899年（明治32年）- ロンドン寄航・積荷権獲得。欧州・極東往航同盟に加盟。アントワープでの取引減。
- 1911年（明治44年）9月 -「仁川丸」が神戸を発しカルカッタ航路に就く。日本-カルカッタ間には、インドシナ汽船とアプカー社が配船し、カルカッタ-東南アジア間には英領インド汽船会社が進出していた。この三社は長年にわたり同盟し、他社の新規参入を阻んできた。
- 1912年（大正元年）3月2日 - 朝鮮郵船を設立（本社京城、資本金300万円、社長・原田金之祐）。朝鮮総督府の下に沿岸航路を統一した。
- 1914年（大正3年）- 軍需により繁忙を極め、資本金2200万円を倍額増資して4400万円とする。大正7年には1億円に達する。徳島丸が日本船としては初めてパナマ運河を通過[20]。
- 1915年（大正4年）- ポートサイド付近で八坂丸が金塊10万ポンドを積載したままドイツ潜水艇に撃沈される[21]。
- 1916年（大正5年）- 昨年9月に閉鎖されたパナマ運河再開。従来の香港-シアトル線に加えて、神戸-シアトル線を開設。
- 1917年（大正6年）- 南米東岸線開設。
- 1920年（大正9年）- ニューヨーク支店開設。
- 1921年（大正10年）- 欧州航路の終点をロンドンに変更。アントワープは依然として重要寄港地とされた。
- 1926年（昭和元年）- 第二東洋汽船を吸収合併。同社の北米サンフランシスコ線および南米西岸線の営業権を承継。
- 1940年（昭和15年）1月21日 - 浅間丸事件
- 1942年（昭和17年）4月 - 戦時海運管理令（同年3月施行）により、船舶運営会社を設立。
- 1943年（昭和18年）6月 - 三菱商事より船舶部が分離独立、三菱汽船が設立。
- 1945年（昭和20年）4月1日 - 阿波丸事件

### 戦後
- 1945年（昭和20年）8月14日 - ポツダム宣言受諾に伴う終戦。
- 1949年（昭和24年）2月 - 三菱汽船が解散。
- 1949年（昭和24年）4月 - 極東海運株式会社が設立。
- 1949年（昭和24年）5月 - 東京、大阪、名古屋の各証券取引所へ上場。
- 1949年（昭和24年）6月 - 広島証券取引所へ上場。極東海運が三菱海運へ商号変更。
- 1949年（昭和24年）7月 - 福岡、京都、新潟の各証券取引所へ上場。
- 1950年（昭和25年） - 海運業の民営還元が実施、札幌証券取引所へ上場。
- 1953年（昭和28年）- 三井船舶（現：商船三井）が欧州同盟に対する盟外配船（いわゆる三井ファイティング問題）[22]。
- 1964年（昭和39年）- 三菱海運と合併。
- 1969年（昭和44年）4月 - 近海・内航部門を近海郵船（1949年、企業再建整備法に基づき郵船近海機船の船舶事業を承継）へ委譲。
- 1973年（昭和48年）-「山城丸」が第四次中東戦争に巻き込まれ被災、廃船となる[23]。
- 1973年（昭和48年）7月 - アムステルダム証券取引所に上場。
- 1978年（昭和53年）9月 - 空運事業の関連会社として、日本貨物航空を設立。
- 1983年（昭和58年）- シンガポール現地法人として、NYK Line (Singapore) Pte. Ltd.を設立。
- 1985年（昭和60年）9月22日 - プラザ合意。
- 1988年（昭和63年）- アメリカ現地法人として、NYK Line (North America) Inc.を設立。
- 1989年（平成元年）- バラ積み貨物船事業の連結子会社として、NYK Bulkship (USA) Inc.、NYK Bulkship (Europe) Ltd.を設立。ヨーロッパ事業法人として、NYK Line (Europe) Ltd.を設立。
- 1990年（平成2年）9月 - クルーズ客船事業の連結子会社として、郵船クルーズを設立。
- 1991年（平成3年）10月 - 日本ライナーシステムを吸収合併、同社の運航していた10航路を承継。
- 1994年（平成6年）- ヨーロッパ事業法人を設立。

| - ドイツ現地法人：NYK Line (Deutschland) GmbH - スウェーデン現地法人：NYK Line (Sverige) AB |  | - ベネルクス事業：NYK Line (Benelux) B.V. |

- 1995年（平成7年）- 中国現地法人として、NYK Line (China) Co., Ltd.を設立。
- 1998年（平成10年）10月 - 昭和海運を吸収合併、同社の所有船舶を承継。
- 2000年（平成12年）3月1日 - 新潟証取、広島証取が東証（存続会社）と合併、両証券取引所　上場廃止[24]。
- 2001年（平成13年）- シンガポールに船舶管理会社として、NYK Shipmanagement Pte. Ltd.を設立。
- 2001年（平成13年）2月 - 株式交換により、日之出汽船を完全子会社化[25]。
- 2001年（平成13年）3月 - 京都証取が大証（存続会社）と合併、上場廃止。
- 2001年（平成13年）10月1日 - 吸収分割により、在来船事業を子会社の日之出汽船に承継[26]。
- 2001年（平成13年）12月 - 東朋海運の株式すべてを取得、同社を完全子会社化。
- 2002年（平成14年）8月 - 株式交換により、東京船舶を完全子会社化[27]。
- 2002年（平成14年）10月1日 - 吸収分割により、ハンディバルカー事業を東朋海運に承継（東朋海運はNYKグローバルバルクに商号変更）[28]。
- 2002年（平成14年）10月 - 吸収分割により、アジア域内コンテナ事業を東京船舶に承継[27]。
- 2003年（平成15年）1月1日 - 欧州とアメリカに物流事業の統括会社をそれぞれ設立[29]。

| - 欧州：NYK Logistics (Europe) Ltd. |  | - アメリカ：NYK Logistics (Americas) Inc. |

- 2003年（平成15年）1月 - 株式交換により、日本クリーニングを完全子会社化。
- 2003年（平成15年）3月 - 子会社の日本クリーニングを吸収合併。
- 2003年（平成15年）10月1日 - 新設分割により、国内倉庫・内航RORO船貸渡に係る営業部門を近海郵船物流（現：近海郵船）に承継[30]。
- 2004年（平成16年）- 国際物流事業ブランドを「NYK Logistics」に統一。
- 2004年（平成16年）1月 - 札幌、福岡の両証券取引所　上場廃止[31]。
- 2004年（平成16年）4月1日 - グローバル人材育成を目的に、NYK輸送技術研究所をMTI[注釈 3]へと改組[32]。
- 2004年（平成16年）9月 - 連結子会社として、NYK LINE JAPANを設立。
- 2005年（平成17年）1月 - フランクフルト証券取引所　上場廃止。
- 2005年（平成17年）2月 - 連結子会社の郵船航空サービスが、東証第一部に上場。
- 2005年（平成17年）4月1日 - 吸収分割により、南太平洋3航路事業の営業部門を連結子会社の日之出郵船に承継[33]。
- 2005年（平成17年）8月 - 日本貨物航空の株式取得、同社を連結子会社化。
- 2006年（平成18年）5月 - 連結子会社のグローバルロジスティックスインベストメンツを吸収合併。
- 2009年（平成21年）6月 - 吸収分割により、不動産事業の一部を連結子会社の郵船不動産に承継[34]。
- 2009年（平成21年）6月12日 - 太平洋海運の第三者割当増資を引受け、同社の株式を追加取得（計68.45%、同年12月付で完全子会社化）[35]。
- 2010年（平成22年）10月1日 - 連結子会社の太平洋海運を吸収合併[36]。
- 2010年（平成22年）10月1日 - 連結子会社の郵船航空サービスが、郵船ロジスティクスに商号変更[37]。
- 2010年（平成22年）11月 - 吸収分割により、連結子会社の東京船舶のアジア域内コンテナ事業を承継。
- 2010年（平成22年）11月 - 連結子会社のNYK LINE JAPANが、NYK CONTAINER LINEに商号変更[38]。
- 2013年（平成25年）7月16日 - 大証と東証の市場統合に伴い、大証　上場廃止。
- 2013年（平成25年）10月1日 - 連結子会社の日之出郵船とNYKグローバルバルクの合併により、NYKバルク・プロジェクト貨物輸送が発足[39]。
- 2016年（平成28年）10月1日 - 連結子会社のNYKバルク・プロジェクト貨物輸送が、NYKバルク・プロジェクトへ商号変更。
- 2016年（平成28年）12月 - 台北支店を廃止。
- 2017年（平成29年）7月7日 - 川崎汽船および商船三井との間で、定期コンテナ船事業の統合会社として、OCEAN NETWORK EXPRESS PTE. LTD.（シンガポール）を設立（翌2018年4月に営業開始）[40]。
- 2018年（平成30年）2月 - 郵船ロジスティクスに対するTOBを実施、同社を完全子会社化。
- 2019年（令和元年）11月1日 - 吸収分割により、国際物流事業の管理業務の一部を連結子会社の郵船ロジスティクスに承継[41]。
- 2020年（令和2年）12月 - 名古屋証券取引所　上場廃止。
- 2022年（令和4年）4月 - 秋田支店を開設。
- 2022年（令和4年）4月4日 - 東証の市場区分見直し[42]に伴い、プライム市場に移行。
- 2023年（令和5年）6月 - 監査等委員会設置会社へ移行。
- 2024年（令和6年）4月 - 北海道支店を開設。

## 事業所

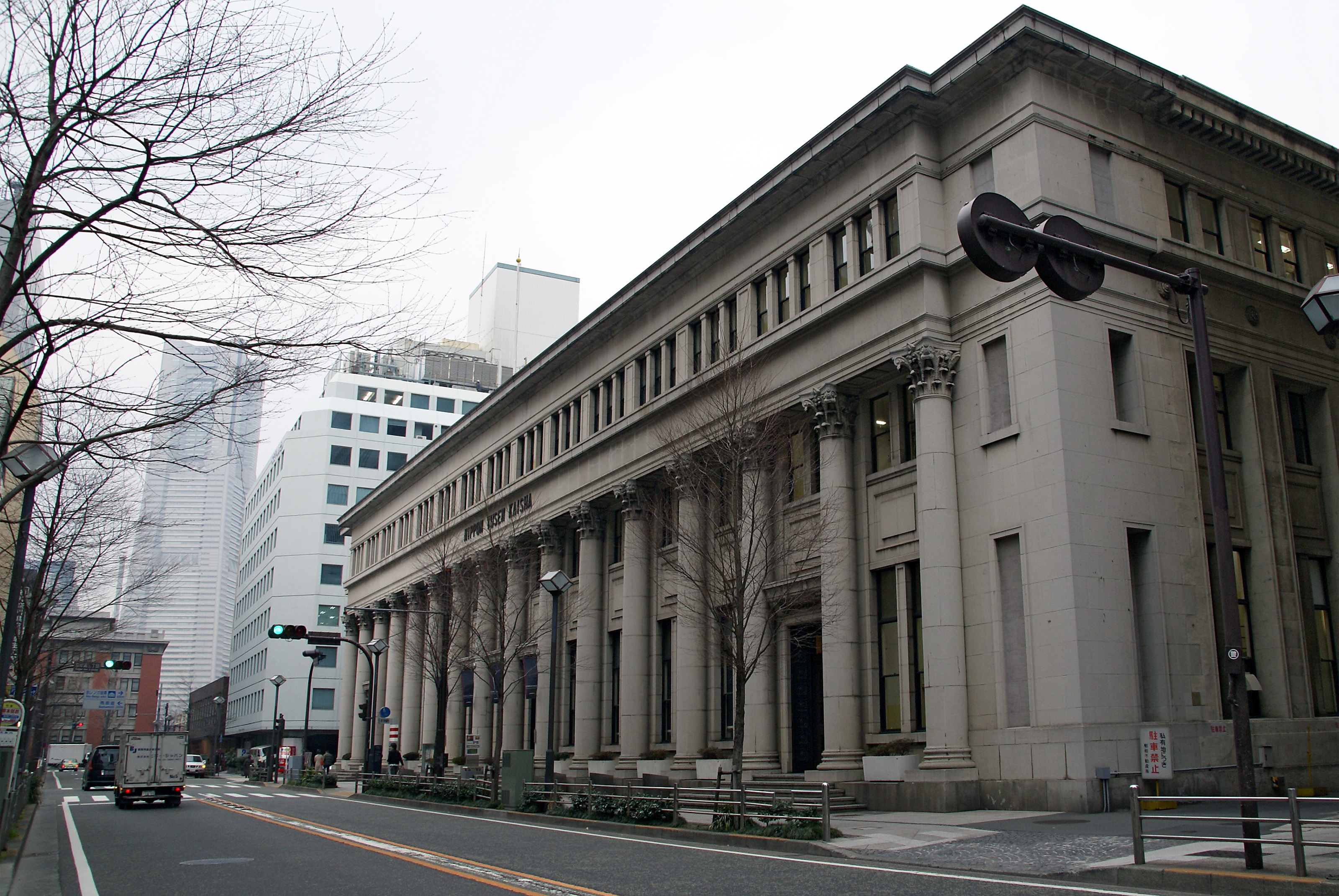
日本郵船横浜支店が入る横浜郵船ビル（日本郵船歴史博物館を併設）

2022年（令和4年）4月現在の主な事業所は以下の通り。
- 本店 東京
- 支店 北海道、秋田、横浜、名古屋、大阪、関西、福岡
- 出張所 苫小牧、室蘭、釧路
- 海外在勤・駐在・現地法人等 ニューヨーク、シカゴ、ロサンゼルス、ロンドン、パリ、ミラノ、デュッセルドルフ、シドニー、ブエノスアイレス、ソウル、香港、バンコク、シンガポール、上海他52箇所

### 付記
- 東京都千代田区にある同社本社ビルの屋上には、長年TBSテレビのお天気カメラ（情報カメラとも呼ぶ。リモコンによる遠隔操作式）が設置されている。皇居前広場越しに皇居や霞が関、国会議事堂など都心を一望できることから、TBSでの使用頻度は高い。
- 2005年（平成17年）、横浜港内の山下公園にて開催された横浜トリエンナーレ2005年展では、日本郵船が所有していた、もっともシンプルな構造である20ft型ドライコンテナ（国籍/タイプコード JP 2000）を四個連結して作られた、非常に珍しい作品が登場した。

## 歴代社長
| 代数   | 氏名       | 在任期間        | 出身校                                                 | その他                                                                                               |
| ------ | ---------- | --------------- | ------------------------------------------------------ | --- |
| 初代   | 森岡昌純   | 1885年 - 1894年 | 薩摩藩                                                 | 共同運輸会社出身。貴族院勅選議員、男爵                                                               |
| 第2代  | 吉川泰二郎 | 1894年 - 1895年 | 慶應義塾（現：慶應義塾大学）                           | 郵便汽船三菱会社神戸支配人・東京支配人                                                               |
| 第3代  | 近藤廉平   | 1895年 - 1921年 | 慶應義塾（現：慶應義塾大学）、大学南校（現：東京大学） | 貴族院男爵議員                                                                                       |
| 第4代  | 伊東米治郎 | 1921年 - 1924年 | ミシガン大学                                           | 日本郵船上海・ロンドン支店長                                                                         |
| 第5代  | 白仁武     | 1924年 - 1929年 | 帝国大学法科大学政治学科                               | 栃木県知事、関東都督府民政長官、内閣拓殖局長官                                                       |
| 第6代  | 各務鎌吉   | 1929年 - 1935年 | 東京高等商業学校（現：一橋大学）                       | 貴族院勅選議員、東京海上火災保険社長                                                                 |
| 第7代  | 大谷登     | 1935年 - 1942年 | 東京高等商業学校（現：一橋大学）                       | 船舶運営会総裁、大日本航空初代取締役会長                                                             |
| 第8代  | 寺井久信   | 1942年 - 1946年 | 東京帝国大学                                           | 日本郵船ロンドン支店長                                                                               |
| 第9代  | 市原章則   | 1946年 - 1946年 | 東京帝国大学                                           | 日本郵船常務、副社長                                                                                 |
| 第10代 | 浅尾新甫   | 1946年 - 1961年 | 東京帝国大学、オックスフォード大学                     | 日本郵船インド・神戸支店勤務、経済同友会代表幹事、日本工業倶楽部理事、日経連常任理事、経団連常任理事 |
| 第11代 | 児玉忠康   | 1961年 - 1965年 | 京都帝国大学                                           | 日本海難防止協会会長                                                                                 |
| 第11代 | 有吉義弥   | 1965年 - 1971年 | 東京帝国大学                                           | 商船管理委員会理事長                                                                                 |
| 第12代 | 菊地庄次郎 | 1971年 - 1978年 | 東京帝国大学経済学部                                   | 日本船主協会会長、経済同友会副代表幹事、日本経営者団体連盟常任理事                                   |
| 第13代 | 小野晋     | 1978年 - 1984年 | 東京大学法学部                                         | 日本船主協会会長                                                                                     |
| 第14代 | 宮岡公夫   | 1984年 - 1989年 | 東京大学法学部                                         | 日本船主協会会長                                                                                     |
| 第15代 | 根本二郎   | 1989年 - 1995年 | 東京大学法学部                                         | 日本経営者団体連盟（日経連）会長                                                                     |
| 第16代 | 河村健太郎 | 1995年 - 1999年 | 東京大学法学部                                         | OECD諮問委員会委員長                                                                                 |
| 第17代 | 草刈隆郎   | 1999年 - 2004年 | 慶應義塾大学経済学部                                   | 日本経団連副会長、日本・ベルギー協会会長                                                             |
| 第18代 | 宮原耕治   | 2004年 - 2009年 | 東京大学法学部                                         | 日本経団連副会長                                                                                     |
| 第19代 | 工藤泰三   | 2009年 - 2015年 | 慶應義塾大学経済学部                                   | 日本経団連副会長                                                                                     |
| 第20代 | 内藤忠顕   | 2015年 - 2019年 | 一橋大学経済学部                                       | 日本船主協会会長                                                                                     |
| 第21代 | 長澤仁志   | 2019年 - 2023年 | 神戸大学経済学部                                       | - |
| 第22代 | 曽我貴也   | 2023年 -        | 一橋大学商学部                                         | |

## 所有する船

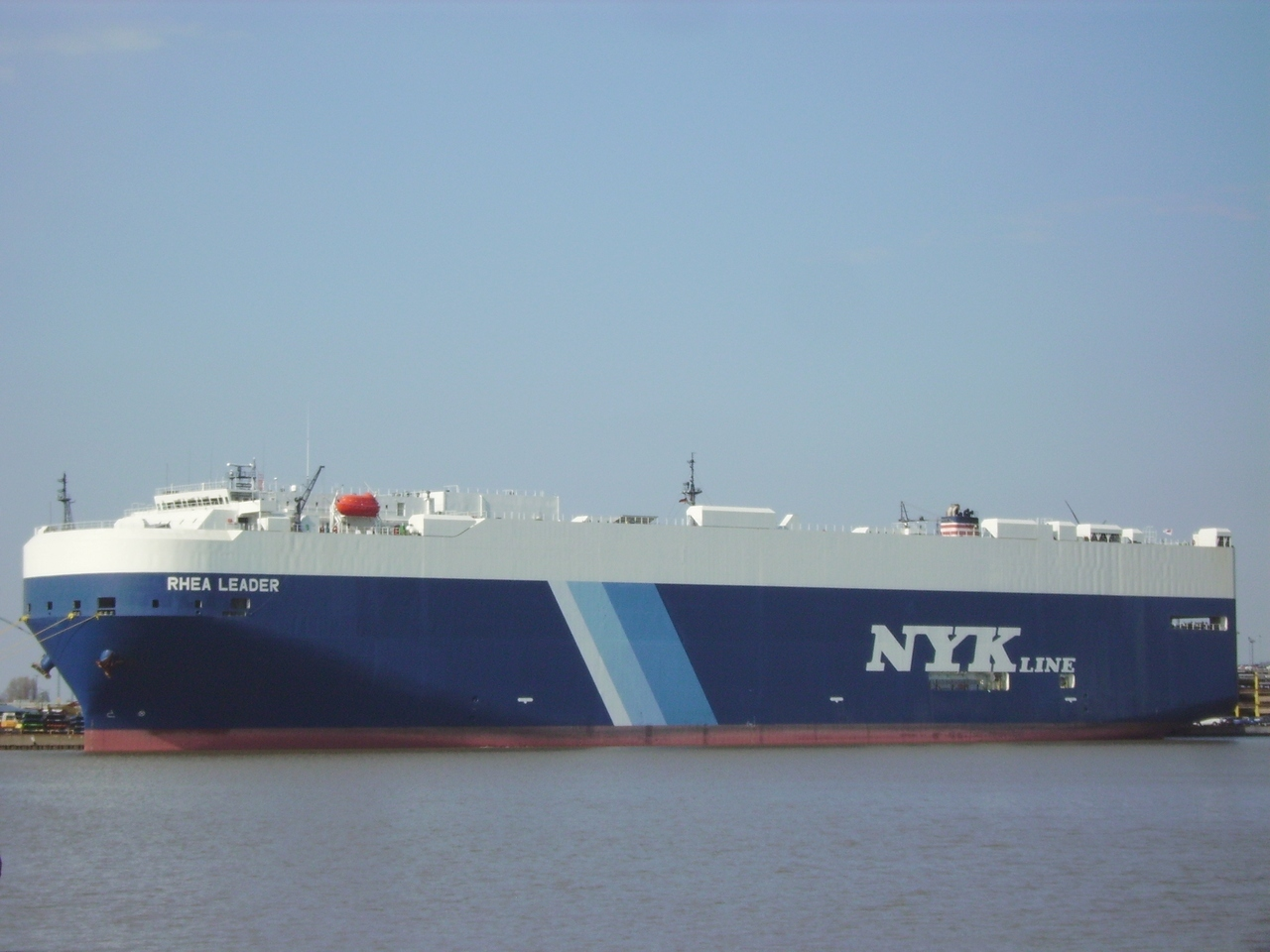
自動車運搬船 リア・リーダー号

- NYK アルテア
- 氷川丸（展示船）

他多数

### かつて所有していた船

#### 客船、貨客船
- 欧州航路
  - 土佐丸
  - 和泉丸
  - 鹿兒島丸
  - 旅順丸
  - 神奈川丸、博多丸、河内丸、初代鎌倉丸、初代讃岐丸、初代常陸丸
  - 若狹丸、因幡丸、丹波丸、初代備後丸 、二代目佐渡丸、初代阿波丸
  - 香取丸、鹿嶋丸
  - 諏訪丸、八坂丸、伏見丸
  - 箱根丸、榛名丸、筥崎丸、白山丸
  - 照国丸、靖国丸
  - 新田丸（のちの空母冲鷹）、二代目八幡丸（のちの空母雲鷹）、ただし前二隻は第二次世界大戦の影響で北米航路に就航、二代目春日丸（建造途中で中止、のちの空母大鷹）
- 北米航路サンフランシスコ線
  - 天洋丸、地洋丸、春洋丸
  - 大洋丸
  - 浅間丸、龍田丸、秩父丸（のち二代目鎌倉丸）
  - 橿原丸 （建造途中で中止、のちの空母隼鷹）、出雲丸（同上、のちの空母飛鷹)
- 北米航路シアトル線
  - 信濃丸
  - 日枝丸、平安丸
  - 三池丸（就航せず徴用）、三島丸（安芸丸に振り替え）
- 南米航路西海岸線
  - 楽洋丸、銀洋丸、墨洋丸
  - 平洋丸
- 南洋航路
  - パラオ丸、サイパン丸
- 豪州航路
  - 初代春日丸、二見丸、初代八幡丸
  - 安芸丸、阿波丸（阿波丸事件も参照）
- 上海航路（日華連絡船）
  - 広島丸（米国太平洋郵船会社（英語版）所有の蒸気船「SS Golden Age」号を1875年に購入したもの）
  - 横浜丸
  - 西京丸
  - 博愛丸

#### 貨物船
- 山城丸
- T型貨物船：対馬丸、富山丸など14隻
- 飛鳥丸、愛宕丸 - 日本郵船最初のディーゼル機関搭載船。
- 郵船N型貨物船：長良丸、能登丸、那古丸、能代丸、鳴戸丸、野島丸
- 郵船A型貨物船：赤城丸、有馬丸、浅香丸、粟田丸、吾妻丸
- 郵船S型貨物船：崎戸丸、讃岐丸、佐渡丸、佐倉丸、相模丸、相良丸、笹子丸
- 勝鬨丸（拿捕船）
- 箱根丸 (コンテナ船)
- 氷川丸（コンテナ船）

#### その他
- 頼信丸 - 東京商船学校の練習船として運航していた木造帆船。日本の商船教育における専用練習船の草分け的存在。

## テレビ番組
- 日経スペシャル ガイアの夜明け 「新・大航海時代が来た!」 ～長江2700キロ 海運マンの挑戦～（2006年2月7日、テレビ東京）[45] - 対中国戦略を取材。

## その他の出来事
- 1973年（昭和48年）9月3日 - 本社ビル内で若手社員が課長を野球のバットを使い撲殺。原因は意見の相違とされた[46]。